# The Babysitter (2017)
The Babysitter is een Amerikaanse horrorfilm uit 2017. De film werd op 13 oktober 2017 uitgebracht op Netflix. Een sequel, The Babysitter: Killer Queen, werd in 2020 uitgebracht.

## Verhaal
Cole is een 12-jarige tiener die door zijn buren gepest wordt en door iedereen als kleuter wordt behandeld. Zijn babysitter, Bee, is de enige die écht naar hem luistert en hem niet als een klein kind behandelt. Op een dag gaan de ouders van Cole voor een avond en een nacht naar een hotel. Cole en Bee blijven alleen thuis over. Ze hebben een gezellige avond, tot Cole naar bed moet. 
Als hij in bed ligt krijgt hij een berichtje van zijn buurmeisje en vriendin, Melanie. Zij vertelt hem dat babysitters altijd hun vrienden uitnodigen om op bezoek te komen, als het kind al in bed ligt. Hij gaat zijn kamer uit en ziet dat Bee een paar vrienden (Max, John, Allison, Sonya en Samuel) op bezoek heeft. Ze spelen het spelletje doen, durven of waarheid. Als Bee Samuel moet zoenen pakt ze uit het niets twee zwaarden en steekt die allebei in het hoofd van Samuel. Ze vangen een deel van zijn bloed op. Cole komt erachter dat ze deel zijn van een sekte. Hij rent snel terug naar zijn kamer om 911 (de politie) te bellen. Bee komt de kamer binnen om een beetje bloed van Cole af te nemen. Ze moeten het bloed van de geofferde immers mengen met het bloed van de onschuldige. Als ze het bloed heeft afgenomen, probeert Cole via het raam te vluchten, maar Bee staat achter hem. Als hij haar ziet valt hij flauw.
Cole wordt vastgebonden en wordt ondervraagd. Hij probeert zich eruit te redden door te zeggen dat hij bezig was met een project. Op dat moment arriveert de politie. Max vermoordt een van de twee met een pook, maar de agent schiet Allison daarop in haar borst. Bee en Max zorgen er vervolgens voor dat de andere agent ook dood gaat. Bee zet Cole onder druk om de politiecode te vertellen dat alles goed gaat. Ze weet immers dat hij daar als klein kind helemaal weg van was en alle codes kent. Als hij dit heeft gedaan rent Cole snel naar boven, maar hij wordt achtervolgd door John. John wordt over de reling geduwd en valt met zijn hoofd op de scherpe punt van een trofee. 
Via het raam weet Cole te ontsnappen en hij verstopt zich in de kelder onder het huis. Sonya weet hem daar te vinden, maar met het vuurwerk dat er nog lag weet Cole haar op te blazen. Vervolgens loopt hij Max tegen het lijf. Max achtervolgt hem tot aan de boom, waar Cole inklimt. Max gaat achter hem aan de boom in, maar valt en gaat dood door verstikking van het touw waarmee hij naar boven is gekomen. Cole vlucht naar het huis van zijn buurmeisje Melanie, maar wordt door Bee achtervolgd. Samen met Melanie verstoppen ze zich in haar huis. Cole vertelt haar dat hij het allemaal wel regelt. Ze belt de politie, maar kust Cole eerst nog.   
Cole gaat terug naar zijn eigen huis, waar hij Allison vindt, die hem probeert te vermoorden met een mes. Dit lukt bijna, tot ze ineens door Bee wordt neergeschoten. Zij vertelt hem dat ze, toen ze jonger was, een verbond met de duivel had gesloten om alles te krijgen wat ze wil, als ze het bloed van een onschuldig iemand over een boek druppelt en de verzen die er in staan voorleest. Ze vraagt hem deel te worden van de sekte, maar hij weigert, zet het boek in de fik en rent zo snel als hij kan naar het huis van Melanie. Daar pakt hij de auto van haar vader, zet de motor aan, drukt het gaspedaal in en rijdt linea recta het huis in, waar Bee zich vooral zorgen aan het maken is over het boek, dat aan het afbranden is. Nadat Bee door de auto geraakt is hebben ze nog een emotioneel laatste gesprek. De hulpdiensten arriveren en Cole neemt afscheid. Eenmaal buiten zegt hij tegen zijn ouders dat hij geen babysitter meer nodig heeft. 
Als een brandweerman binnen gaat kijken wordt hij door Bee vermoord, wat erop duidt dat ze niet dood is gegaan door de aanrijding.

## Rolverdeling
| Acteur          | Personage     |
| --------------- | ------------- |
| Samara Weaving  | Bee           |
| Judah Lewis     | Cole          |
| Hana Mae Lee    | Sonya         |
| Robbie Amell    | Max           |
| Bella Thorne    | Allison       |
| Andrew Bachelor | John          |
| Emily Alyn Lind | Melanie       |
| Leslie Bibb     | Cole's moeder |
| Ken Marino      | Cole's vader  |
| Doug Haley      | Samuel        |
| Miles J. Harver | Jeremy        |
| Chris Wylde     | Juan          |

## Ontvangst
Op Rotten Tomatoes geeft 72% van de 29 recensenten de film een goede beoordeling, met een gemiddelde score van 6.63/10. Het publiek geeft een gemiddelde beoordeling van 3.44/5.

## Sequel
In 2019 werd bekendgemaakt dat er een vervolg op The Babysitter zou komen. waar de hoofdrolspelers uit het eerste deel wederom aan zouden meedoen. De film, die The Babysitter: Killer Queen heet, kwam op 10 september 2020 uit op Netflix.